# 閃石峰
84°44′S 173°26′W / 84.733°S 173.433°W
閃石峰（英語：Amphibole Peak）是南極洲的山峰，座標84°44′S 173°26′W / 84.733°S 173.433°W，位於杜費克海岸，處於亞諾山以北7公里，屬於加布羅山的一部分，海拔高度1,660（5,450英尺），由新西蘭探險隊命名，現時由南極條約體系管理。